# 青丘增一
青丘增一（HD 101666），又名CD-31 9181，SAO 202717、HR 4503，是一颗長蛇座的恒星，视星等为5.22，位于銀經286.29，銀緯28.11，其B1900.0坐标为赤經11h 36m 44.2s，赤緯-31° 28.11′ 38″。